# Pantydrako
Pantydrako, Pantydraco- wczesny roślinożerny dinozaur znaleziony w Wielkiej Brytanii.

## Nazwa
Pierwszy człon nazwy rodzajowej pochodzi od Pantyffynon, miejsca w Walii, gdzie go odnaleziono.

## Pożywienie
Prawdopodobnie pasł się na niskiej roślinności.

## Występowanie
Zamieszkiwał tereny dzisiejszych Wysp Brytyjskich 220-180MLT na przełomie triasu i jury.

## Odkrycie
Znany wcześniej jako Thecodontosaurus caducus.
Odnalezony w 2003 w południowej Walii przez Adama Yatesa.

## Opis
Prawdopodobnie dwunożny.

## Gatunki
- Pantydraco caducus (dawniej Thecodontosaurus caducus)